# V.M.18 (romanzo)
V.M.18 è un romanzo della scrittrice Isabella Santacroce edito da Fazi Editore nel 2007.

## Trama
La storia narra le vicende, fatte di stupri e omicidi, compiute all'interno di un collegio femminile da un gruppo di tre ragazze, "Le spietate ninfette", costituito dalla protagonista del romanzo, Desdemona, e dalle sue due perverse amiche Cassandra e Animone.

## Edizioni
- Isabella Santacroce, V.M.18, Fazi Editore, 2007,  p. 491, ISBN 978-88-8112-827-3.